# لودلانژ
لودلانژ (به لوکزامبورگی: Leideleng) یک شهرداری در استان اش-سور-الزت کشور لوکزامبورگ است که ۱۳٫۵۳ کیلومترمربع مساحت دارد و جمعیت آن در سال ۲۰۰۹ میلادی ۲۲۷۳ نفر بوده‌است.